# KkStB 94
| kkStB 94 BBÖ 94        | kkStB 94 BBÖ 94    | kkStB 94 BBÖ 94    |
| ---------------------- | ------------------ | ------------------ |
|                        |                    |                    |
| Hersteller:            | Krauß & Comp, Linz | Krauß & Comp, Linz |
| Anzahl:                | 9                  | 9                  |
| Nummerierung:          | 94.31–36           | 94.51–53           |
| Baujahr:               | 1886–1891          | 1899               |
| Ausmusterung:          |                    | 1940 (DR)          |
| Bauart:                | C n2t              | C n2t              |
| Zylinderdurchmesser:   | 360/335 mm         | 360 mm             |
| Kolbenhub:             | 500 mm             | 500 mm             |
| Treibraddurchmesser:   | 987 mm             | 987 mm             |
| fester Radstand:       | 2.900 mm           | 2.900 mm           |
| Gesamtradstand:        | 2.900 mm           | 2.900 mm           |
| Anzahl der Heizrohre:  | 134                | 134                |
| Rohrheizfläche:        | 64,4 m²            | 64,4 m²            |
| Strahlungsheizfläche:  | 5,7 m²             | 5,7 m²             |
| Rostfläche:            | 1,30 m²            | 1,30 m²            |
| Dampfdruck:            | 12                 | 12                 |
| Leermasse:             | 23,5 t             | 24,5 t             |
| Reibungsgewicht:       | 28,0 t             | 33,0 t             |
| Dienstgewicht:         | 32,1 t             | 33,0 t             |
| Länge:                 | k. A.              | k. A.              |
| Höhe:                  | k. A.              | k. A.              |
| Höchstgeschwindigkeit: | 40 km/h            | 40 km/h            |

Die Dampflokomotivreihe kkStB 94 war eine Tenderlokomotivreihe der k.k. Staatsbahnen Österreichs, die für verschiedene Lokalbahnen beschafft wurde.
So gehörten die 94.01–05 und die 94.11–12 der Österreichischen Lokaleisenbahngesellschaft (ÖLEG), die 94.31–36 und die 94.51–53 den Bukowinaer Lokalbahnen (BLB), die 94.41–43 den kkStB selbst, sowie die 94.61–65 der Mühlkreisbahn.
Die meisten wurden jedoch 1905 umgezeichnet, nur die 94.31–36 und die 94.51–53 behielten ihre Reihennummer.

## KkStB 94.31–36, 51–53
Die Lokomotiven dieser Reihe wurden von Krauß & Comp in Linz 1886 bis 1899 geliefert.
Sie waren für den ökonomischen Verkehr auf Lokalbahnen konzipiert. Sie dürften sich einigermaßen bewährt haben, da sie in relativ hoher Stückzahl beschafft wurden. Ein Teil der Maschinen erhielt später größere Zylinder (vgl. Tabelle).
Nach 1918 wurde das Gros der Maschinen der CFR zugeteilt, die ihnen keine eigene Reihennummer gab.
Die 94.52 kam als einzige ihrer Reihe zur BBÖ. Sie wurde 1938 auch noch von der Deutschen Reichsbahn übernommen, aber nicht umgezeichnet, sondern 1940 ausgeschieden.